# Barranco de la Torxida
El barranco de la Torxida es un barranco afluente del barranco de Malpàs. Se forma dentro del antiguo término de Malpàs, cerca del Tozal de Sant Serni, en la Alta Ribagorza, provincia de Lérida (Cataluña, España). Al sur de Malpàs desemboca en el barranco de Malpàs.